# LXXI. Armeekorps
LXXI. Armeekorps var en tysk armékår under andra världskriget. Kåren sattes upp den 26 januari 1943 genom en omorganisation från Höheres Kommando LXXI som sattes upp i norra Norge våren 1942. Kåren var fram till den tyska kapitulationen i maj 1945 stationerad i norra Norge.

## Befälhavare
Kårens befälhavare:
- Generalleutnant Willi Moser  26 januari 1943–15 december 1944
- General der Artillerie Anton-Reichard von Mauchenheim  15 december 1944–7 maj 1945

Stabschef:
- Oberst Bernhard von Watzdorf  26 januari 1943–7 maj 1945
- Oberstleutnant Reinhard Merkel  1 september 1944–1 maj 1945